# Cephalotes
Cephalotes es un  género neotropical de especies de hormigas de la subfamilia Myrmicinae. Estas hormigas son usualmente arborícolas y planeadoras, con la habilidad de lanzarse y dirigir su caída hasta llegar a un tronco cercano en vez de aterrizar en el suelo, ya que usualmente está inundado.

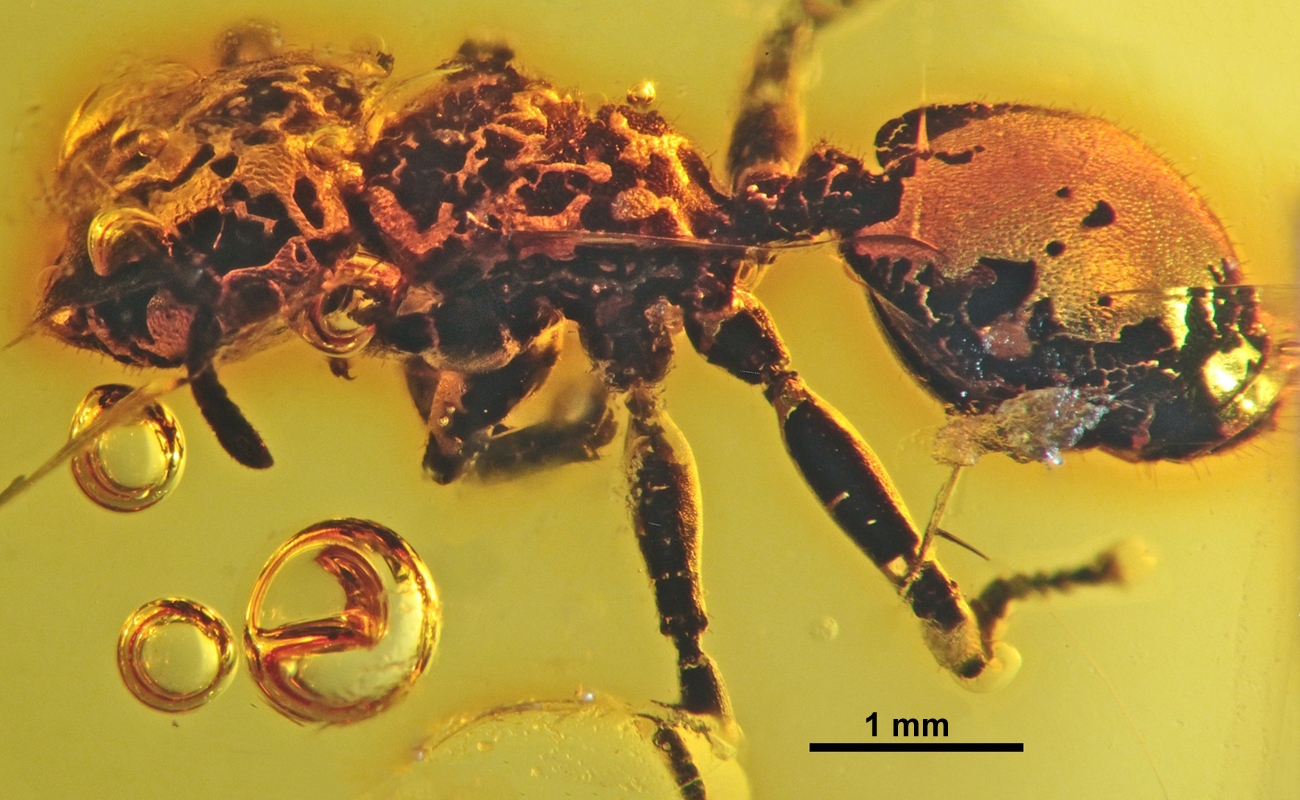
Cephalotes alveolatus fósil en ámbar

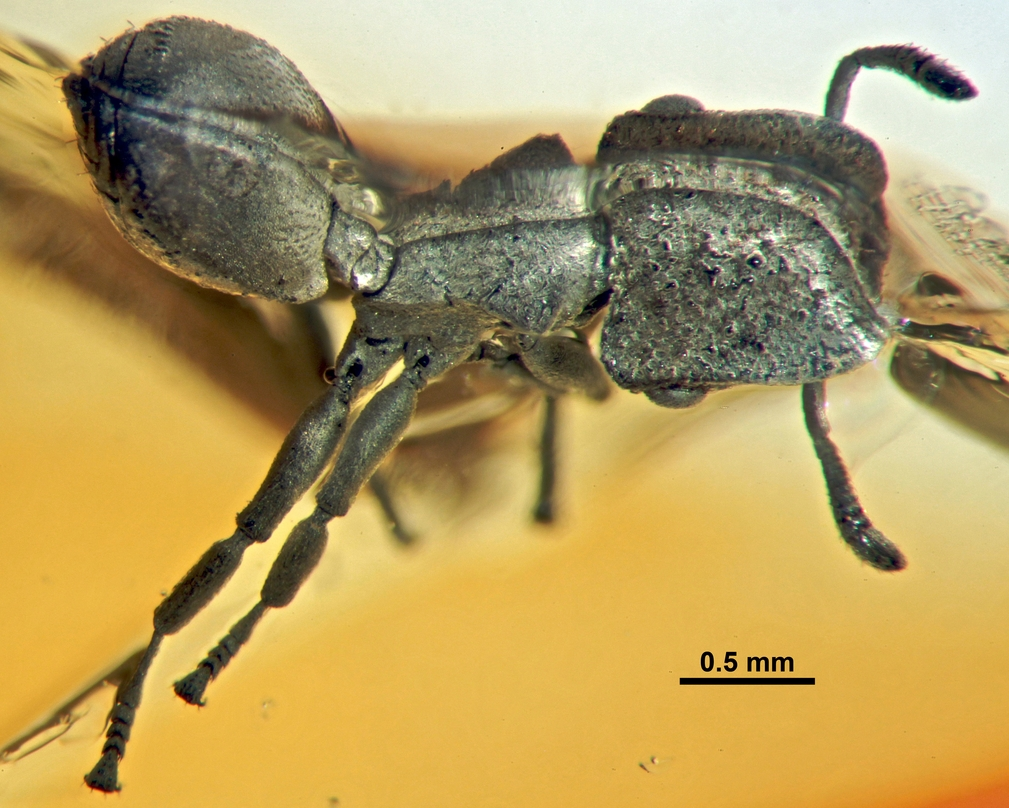
Cephalotes dieteri

## Especies
| - Cephalotes adolphi (Emery, 1906) - Cephalotes alfaroi (Emery, 1890) - Cephalotes alveolatus (Vierbergen & Scheven, 1995) - Cephalotes angustus (Mayr, 1862) - Cephalotes argentatus (Smith, 1853) - Cephalotes argentiventris De Andrade, 1999 - Cephalotes atratus (Linnaeus, 1758) - Cephalotes auriger De Andrade, 1999 - Cephalotes basalis (Smith, 1876) - Cephalotes betoi De Andrade, 1999 - Cephalotes biguttatus (Emery, 1890) - Cephalotes bimaculatus (Smith, 1860) - Cephalotes bivestitus (Santschi, 1922) - Cephalotes bloosi Baroni Urbani, 1999 - Cephalotes bohlsi (Emery, 1896) - Cephalotes borgmeieri (Kempf, 1951) - Cephalotes brevispineus De Andrade, 1999 - Cephalotes bruchi (Forel, 1912) - Cephalotes carabicus De Andrade, 1999 - Cephalotes chacmul Snelling, 1999 - Cephalotes christopherseni (Forel, 1912) - Cephalotes clypeatus (Fabricius, 1804) - Cephalotes coffeae (Kempf, 1953) - Cephalotes columbicus (Forel, 1912) - Cephalotes complanatus (Guerin-Meneville, 1844) - Cephalotes conspersus (Smith, 1867) - Cephalotes cordatus (Smith, 1853) - Cephalotes cordiae (Stitz, 1913) - Cephalotes cordiventris (Santschi, 1931) - Cephalotes crenaticeps (Mayr, 1866) - Cephalotes cristatus (Emery, 1890) - Cephalotes curvistriatus (Forel, 1899) - Cephalotes decolor De Andrade, 1999 - Cephalotes decoloratus De Andrade, 1999 - Cephalotes dentidorsum De Andrade, 1999 - Cephalotes depressus (Klug, 1824) - Cephalotes dieteri Baroni Urbani, 1999 - Cephalotes dorbignyanus (Smith, 1853) - Cephalotes duckei (Forel, 1906) - Cephalotes ecuadorialis De Andrade, 1999 - Cephalotes eduarduli (Forel, 1921) - Cephalotes emeryi (Forel, 1912) - Cephalotes fiebrigi (Forel, 1906) - Cephalotes flavigaster De Andrade, 1999 - Cephalotes foliaceus (Emery, 1906) - Cephalotes fossithorax (Santschi, 1921) - Cephalotes frigidus (Kempf, 1960) - Cephalotes goeldii (Forel, 1912) - Cephalotes goniodontes De Andrade, 1999 - Cephalotes grandinosus (Smith, 1860) - Cephalotes guayaki De Andrade, 1999 - Cephalotes haemorrhoidalis (Latreille, 1802) - Cephalotes hamulus (Roger, 1863) - Cephalotes hirsutus De Andrade, 1999 - Cephalotes hispaniolicus De Andrade, 1999 - Cephalotes inaequalis (Mann, 1916) - Cephalotes inca (Santschi, 1911) - Cephalotes incertus (Emery, 1906) - Cephalotes insularis (Wheeler, 1934) - Cephalotes integerrimus (Vierbergen & Scheven, 1995) - Cephalotes jamaicensis (Forel, 1922) - Cephalotes jansei (Vierbergen & Scheven, 1995) - Cephalotes jheringi (Emery, 1894) - Cephalotes klugi (Emery, 1894) - Cephalotes kukulcan Snelling, 1999 - Cephalotes laminatus (Smith, 1860) - Cephalotes lanuginosus (Santschi, 1919) | - Cephalotes lenca De Andrade, 1999 - Cephalotes liepini De Andrade, 1999 - Cephalotes liogaster (Santschi, 1916) - Cephalotes maculatus (Smith, 1876) - Cephalotes manni (Kempf, 1951) - Cephalotes marginatus (Fabricius, 1804) - Cephalotes maya De Andrade, 1999 - Cephalotes membranaceus (Klug, 1824) - Cephalotes minutus (Fabricius, 1804) - Cephalotes mompox De Andrade, 1999 - Cephalotes multispinosus (Norton, 1868) - Cephalotes nilpiei De Andrade, 1999 - Cephalotes notatus (Mayr, 1866) - Cephalotes obscurus (Vierbergen & Scheven, 1995) - Cephalotes oculatus (Spinola, 1851) - Cephalotes olmecus De Andrade, 1999 - Cephalotes opacus Santschi, 1920 - Cephalotes pallens (Klug, 1824) - Cephalotes pallidicephalus (Smith, 1876) - Cephalotes pallidoides De Andrade, 1999 - Cephalotes pallidus De Andrade, 1999 - Cephalotes palta De Andrade, 1999 - Cephalotes palustris De Andrade, 1999 - Cephalotes patei (Kempf, 1951) - Cephalotes patellaris (Mayr, 1866) - Cephalotes pavonii (Latreille, 1809) - Cephalotes pellans De Andrade, 1999 - Cephalotes persimilis De Andrade, 1999 - Cephalotes persimplex De Andrade, 1999 - Cephalotes peruviensis De Andrade, 1999 - Cephalotes pileini De Andrade, 1999 - Cephalotes pilosus (Emery, 1896) - Cephalotes pinelii (Guerin-Meneville, 1844) - Cephalotes placidus (Smith, 1860) - Cephalotes poinari Baroni Urbani, 1999 - Cephalotes porrasi (Wheeler, 1942) - Cephalotes prodigiosus (Santschi, 1921) - Cephalotes pusillus (Klug, 1824) - Cephalotes quadratus (Mayr, 1868) - Cephalotes ramiphilus (Forel, 1904) - Cephalotes resinae De Andrade, 1999 - Cephalotes rohweri (Wheeler, 1916) - Cephalotes scutulatus (Smith, 1867) - Cephalotes serraticeps (Smith, 1858) - Cephalotes serratus (Vierbergen & Scheven, 1995) - Cephalotes setulifer (Emery, 1894) - Cephalotes simillimus (Kempf, 1951) - Cephalotes sobrius (Kempf, 1958) - Cephalotes solidus (Kempf, 1974) - Cephalotes specularis Brandão et al., 2014 - Cephalotes spinosus (Mayr, 1862) - Cephalotes squamosus (Vierbergen & Scheven, 1995) - Cephalotes sucinus De Andrade, 1999 - Cephalotes supercilii De Andrade, 1999 - Cephalotes taino De Andrade, 1999 - Cephalotes targionii (Emery, 1894) - Cephalotes texanus (Santschi, 1915) - Cephalotes toltecus De Andrade, 1999 - Cephalotes trichophorus De Andrade, 1999 - Cephalotes umbraculatus (Fabricius, 1804) - Cephalotes unimaculatus (Smith, 1853) - Cephalotes ustus (Kempf, 1973) - Cephalotes varians (Smith, 1876) - Cephalotes ventriosus De Andrade, 1999 - Cephalotes vinosus (Wheeler, 1936) - Cephalotes wheeleri (Forel, 1901) |